# Marek Wierzbicki (piłkarz)
Marek Wierzbicki (ur. 26 kwietnia 1965 w Bukownie) – polski piłkarz występujący na pozycji obrońcy. 

## Kariera
Karierę piłkarską rozpoczął w klubie z rodzinnego miasta Bolesławie Bukowno. Następnie swoich sił próbował w Zagłębiu Sosnowiec, gdzie przez cztery lata rozegrał 11 meczów i strzelił jedną bramkę. Następnie przeniósł się Zagłębia Wałbrzych. Spędził tam pięć i pół roku grając w najniższych klasach rozgrywkowych. Po tym czasie swoich sił spróbował w wyższej lidze grając w Olimpii Poznań. Rozegrał tam 7 meczów.
Po jednorocznej przygodzie w Poznaniu zniknął z boisk. Przeniósł się na Wyspy Owcze, gdzie w 1995 roku zaczął reprezentować barwy Sandoyar Ítróttarfelag B71. W dwóch sezonach zagrał tam łącznie 36 meczów i strzelił 5 bramek. W 1997 roku na rok przeniósł się do innego klubu z Wysp Owczych FS Vágar. Rozegrał tam 18 meczów i strzelił aż 6 goli. Później przeszedł do bardziej renomowanego zespołu Klaksvíkar Ítróttarfelag, w którym przez trzy sezony rozegrał 51 spotkań i strzelił 8 goli. Warto wspomnieć, że w 1999 roku zdobył z tym klubem krajowy puchar i mistrzostwo Wysp Owczych. Były to największe sukcesy w jego karierze. W sezonie 2000/2001 w rundzie jesiennej wrócił do Polski, a konkretnie znów do Wałbrzycha, gdzie grał w Górniku Wałbrzych, lecz po półrocznej przygodzie w Polsce wrócił na wyspy. Dwa lata grał w Vágs Bóltfelag strzelając 10 bramek w 32 meczach.
W kolejnym sezonie zagrał 18 meczów w barwach Felagsdeildin EB/Streymur strzelając 2 bramki. W 2004 wrócił do KÍ Klaksvík, ale w dwa sezony rozegrał tylko 19 meczów z dwoma bramkami. W kolejnym sezonie zagrał 26 razy nie strzelając ani razu. Niestety w 2007 roku nie dostawał już szans. W pierwszej drużynie rozegrał tylko 1 mecz po czym przeniesiono go do rezerw tego klubu. W 2008 roku zagrał jeszcze 12 meczów w barwach Miðvágs Bóltfelag i strzelił jedną bramkę. Po tym sezonie zakończył sportową karierę w wieku 43 lat.